# Sebastian Josef Mayrhofer

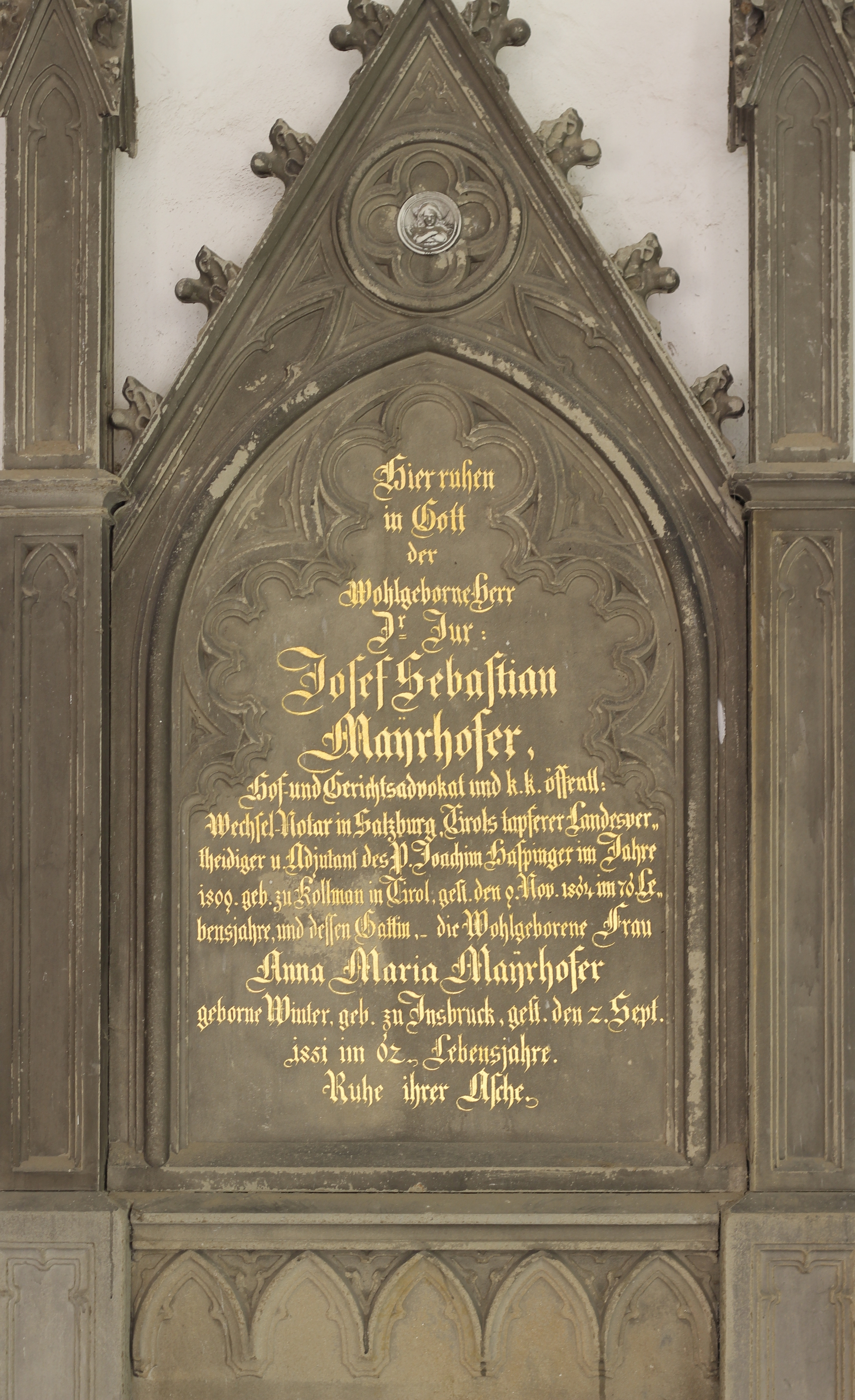
Grabstein auf dem Sebastiansfriedhof

Sebastian Josef Mayrhofer (* 29. Juli 1784 in Kollmann, Tirol; † 9. November 1864 in Salzburg) war ein österreichischer Jurist und Tiroler Freiheitskämpfer.

## Geschichte
Er war aktiver Kämpfer in der Schlacht am Bergisel im Jahre 1809. Er war zuerst Korporal in der Studentenschützenkompanie, dann Hauptmann der Schützencompanie von Villanders, danach wurde er Adjutant von Joachim Haspinger, einem der Führer des Aufstands. 
Er zeichnete sich  am 4. und 5. August 1809 bei Gefechten gegen die sächsische Vorhut bei Oberau besonders aus, Oberst von Henning musste sich ihm ergeben (Sachsenklemme). Als am 13. August der französische Marschall Lefebvre angriff, verteidigte er wieder am Bergisel. Im Oktober wurde er wieder Hauptmann einer Kompanie und beteiligte sich an einem Vorstoß nach Kärnten. Dabei tat er sich im Gefecht am Lampersberg bei Sachsenburg hervor.
Nach dem Frieden von Schönbrunn verließ er Tirol und ging nach Wien. Dort promovierte er 1818 zum Dr. Jur. und wurde 1822 Anwalt in Salzburg, 1831 Wechselnotar. 1851 wurde er Präsident der Salzburger Anwaltskammer.
Sebastian Josef Mayrhofer ruht in der Hofkirche von Innsbruck.